# ناثانيل براون
ناثانيل براون (بالإنجليزية: Nathaniel Brown)‏ هو ممثل أمريكي، ولد في 20 مايو 1988 بريتشموند في الولايات المتحدة.

## وصلات خارجية
- ناثانيل براون على موقع IMDb (الإنجليزية)
- ناثانيل براون على موقع ألو سيني (الفرنسية)
- ناثانيل براون على موقع أول موفي (الإنجليزية)
- ناثانيل براون على موقع قاعدة بيانات الأفلام السويدية (السويدية)
- ناثانيل براون على موقع قاعدة بيانات الفيلم (الإنجليزية)
- ناثانيل براون على موقع كينوبويسك (الروسية)